# Luna 7

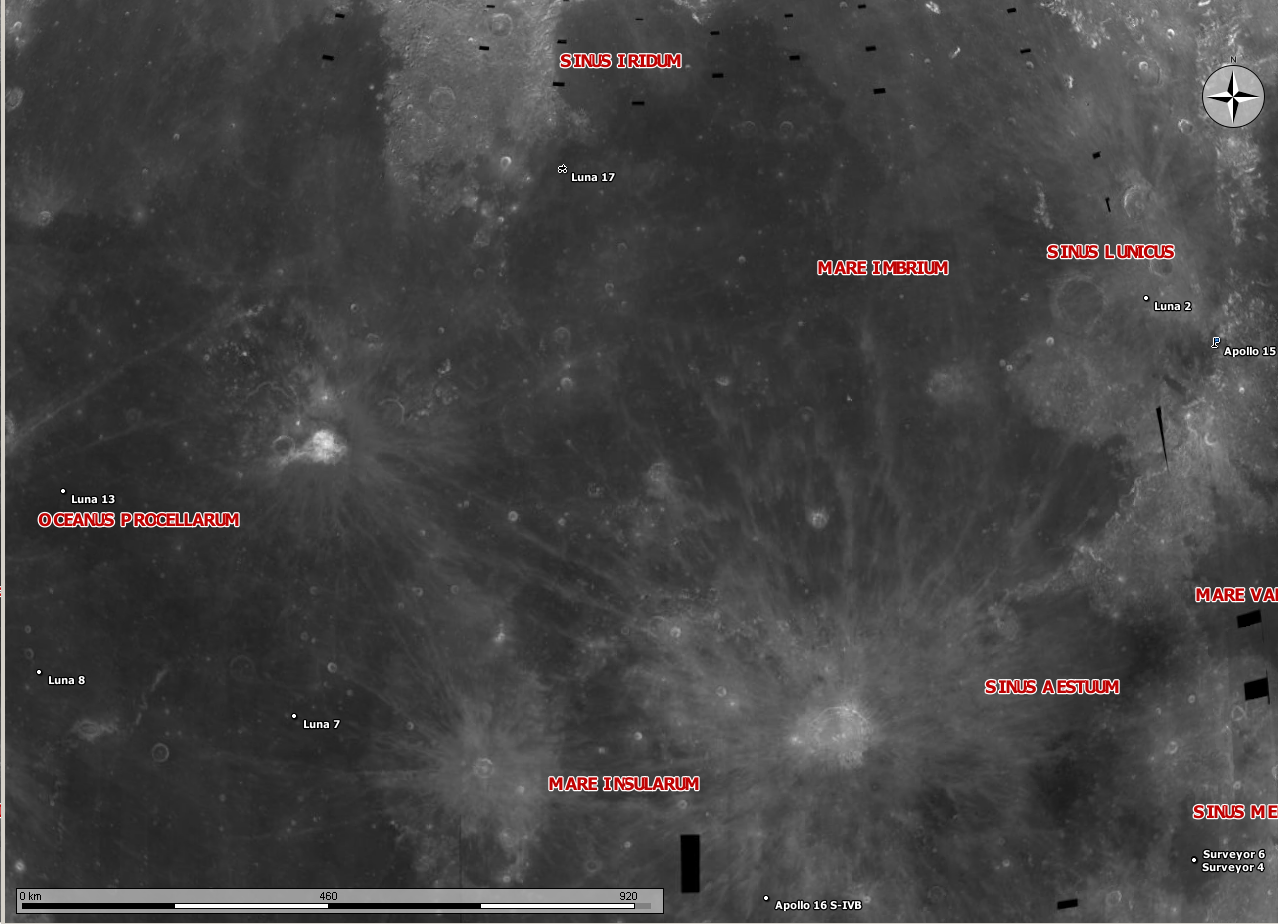
Bản đồ Mặt Trăng hiển thị vị trí tiếp đất của Luna 7 liên quan đến các tàu vũ trụ khác. Vị trí rơi phía dưới bên trái, trên thanh tỷ lệ

Luna 7 (E-6 series) là một phi vụ không người lái của chương trình Luna của Liên Xô, còn được gọi là Lunik 7. Tàu vũ trụ Luna 7 được dự định để hạ cánh mềm xuống Mặt Trăng. Tuy nhiên, do bật tên lửa đẩy sớm và ngừng liên lạc đột ngột, khiến các tên lửa khác không khởi động, tàu vũ trụ này đã đâm thẳng vào bề mặt mặt trăng ở Oceanus Procellarum.
Không giống như những tàu tiền nhiệm của nó, Luna 7 đã thực hiện thành công việc điều chỉnh hướng đi vào ngày 5 tháng 10 trên đường đến Mặt Trăng, với dự đoán sẽ hạ cánh hai ngày sau đó. Tuy nhiên, ngay lập tức trước khi lên kế hoạch bật tên lửa hãm tốc độ trong quá trình tiếp cận mặt trăng, tàu vũ trụ đột nhiên mất kiểm soát độ cao và không lấy lại được điều khiển. Các hệ thống được lập trình tự động sau đó ngăn không cho động cơ chính kích hoạt. Ban điều khiển tại Trái Đất bất lực quan sát Luna 7 lao xuống Mặt Trăng với tốc độ rất cao, chạm đất vào lúc 22:08:24 UT ngày 7 tháng 10 năm 1965, phía tây miệng núi lửa Kepler, tương đối gần mục tiêu dự định thực tế. Tọa độ Luna 7 rơi xuống là 9 ° N 49 ° W. Sau đó cuộc điều tra cho thấy rằng cảm biến quang học của hệ thống điều khiển vũ trụ đã được thiết lập ở góc sai và đã không thấy Trái Đất trong quá trình điều khiển độ cao quan trọng. Đây là thất bại thứ mười liên tiếp trong chương trình Ye-6.